# Schwanenhals-Sternmoos
Das Schwanenhals-Sternmoos (Mnium hornum) ist ein akrokarpes (gipfelfrüchtiges) Moos, das frischgrüne bis dunkelgrüne Rasen bildet. Der Gattungsname entstammt dem griechischen mníon, welches im Wasser wachsende Pflanze unbekannter Herkunft bedeutet.

## Verbreitung
Das Schwanenhals-Sternmoos ist ein häufiges Waldmoos und besiedelt bevorzugt kalkarme bis kalkfreie, ausreichend feuchte Waldböden. Es ist ein kennzeichnendes Moos in Erlenbrüchen. Bei hoher Luftfeuchte besiedelt es auch andere Substrate wie Totholz und die Borke von lebenden Bäumen. Sein Verbreitungsgebiet erstreckt sich mit größeren Lücken (Kalkgebiete) über fast die gesamte kühlere Nordhemisphäre bis in eine Höhe von etwa 1700 m. Inzwischen bewächst das Moos bedingt durch den sauren Regen auch die Basis von Baumstämmen und Baumstümpfe auf kalkreichen Böden.

## Merkmale
Das Schwanenhals-Sternmoos bildet 2 cm, bisweilen bis zu 5 cm hohe, fast immer unverzweigte Stängel aus mit gleichmäßiger Beblätterung. Während die fertilen Pflänzchen die namengebenden sternförmigen Gipfel mit zentralem, körnigem, braunem Antheridien- und Archegonienstand ausbilden, sind die sterilen Pflänzchen allseits beblättert, wobei die Blätter gegen die oft leicht überhängende Stängelspitze hin meist kleiner werden. Die lanzettlich geformten, feucht aufrecht abstehenden Blätter sind oft braunrötlich gesäumt. Sie erreichen eine Länge von etwa 6 bis 12 mm und eine Breite von etwa 1 bis 2,5 mm. Im trockenen Zustand sind die Blätter zum Stängel hin oft eingedreht. Der gesäumte Blattrand ist mit Doppelzähnen versehen. Die Blattrippe führt bis in die Blattspitze und ist auf dem Rücken gezähnt. Die Laminazellen sind sechseckig geformt und werden im Durchschnitt nur etwa 100 Mikrometer lang. Die fertilen Pflänzchen bilden eine rot gefärbte, etwa 3 cm lange Seta (Kapselstiel) aus. Diese trägt eine nickende, eiförmige, anfangs lebhaft hellgrün, später hellbraun gefärbte Kapsel, deren Kapseldeckel vorne stumpf ist. Die Kapseln sind schwanenhalsartig gebogen und haben dem Moos so zu seinem Beinamen verholfen.
Bilder als Hilfe zur Bestimmung

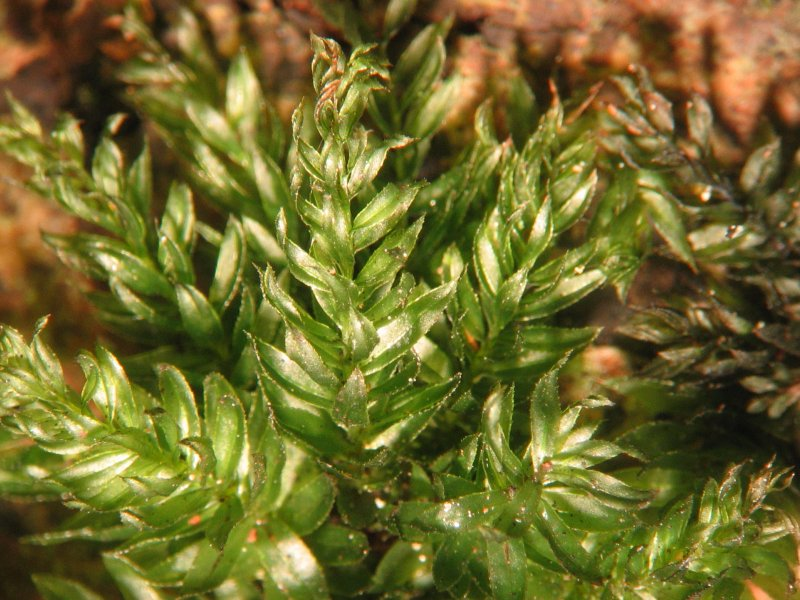
Weibliches, steriles Pflänzchen
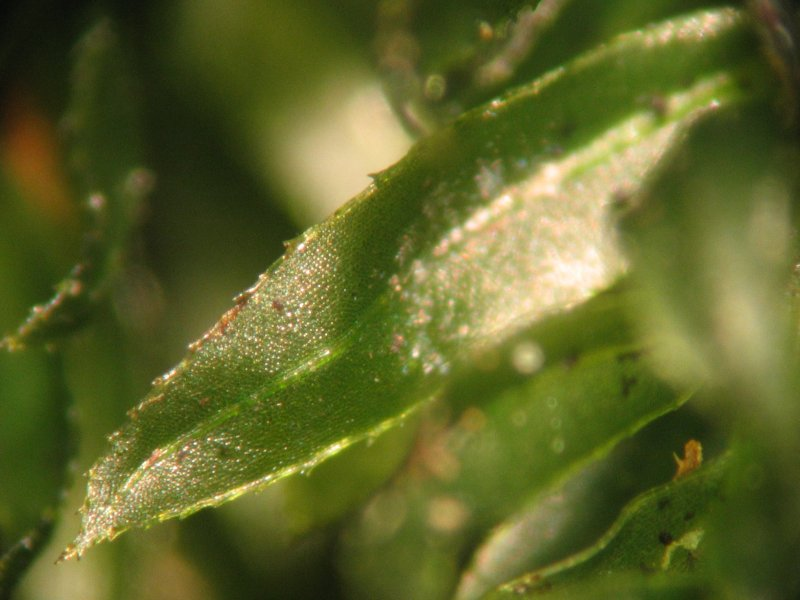
Gezähntes Blatt
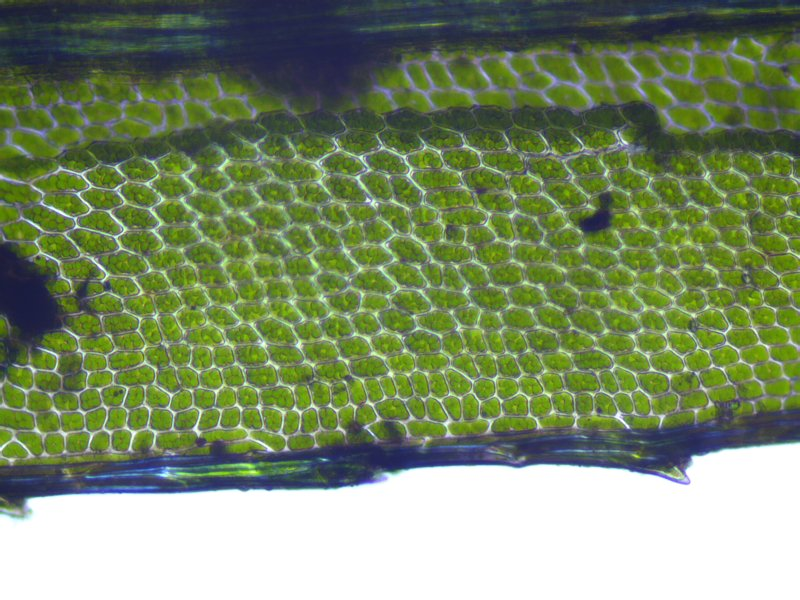
Gezähnter Blattrand im Mikroskop, etwa 200× Vergrößerung
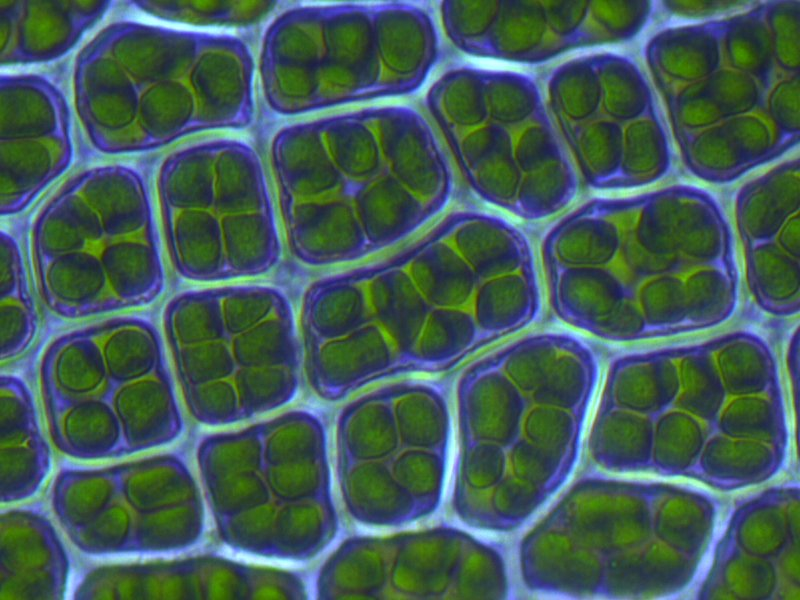
Die Laminazellen bei einer Vergrößerung von etwa 400×